# توماس هوشکه
توماس هوشکه (انگلیسی: Thomas Huschke؛ زادهٔ ۲۹ دسامبر ۱۹۴۷) ورزشکار دوچرخه‌سواری پیست اهل آلمان است.
وی در مسابقات کشوری و بین‌المللی در مجموع برندهٔ ۱ مدال طلا، ۴ مدال نقره، ۳ مدال برنز شده‌است.